# Ostropa
Ostropa är ett släkte av lavar som beskrevs av Fr.. Ostropa ingår i familjen Stictidaceae, ordningen Ostropales, klassen Lecanoromycetes, divisionen sporsäcksvampar och riket svampar.
Släktet innehåller bara arten Ostropa barbara.